# Miracorvina angolensis
Miracorvina angolensis és una espècie de peix de la família dels esciènids i de l'ordre dels perciformes.

## Morfologia
- Els mascles poden assolir 128 cm de longitud total i 2.000 g de pes.[4][5]

## Alimentació
Menja crustacis i peixets.

## Hàbitat
És un peix marí, de clima tropical i demersal que viu entre 50-300 m de fondària.

## Distribució geogràfica
Es troba a l'oceà Atlàntic oriental: des del golf de Guinea fins al sud d'Angola.

## Observacions
És inofensiu per als humans.